# Vladis-Emmerson Illoy-Ayyet
Vladis-Emmerson Illoy-Ayyet (ukrainisch Владіс-Еммерсон Мішелевич Іллой-Айєт Wladis-Emmerson Mischelewytsch Illoj-Ajjet; * 7. Oktober 1995 in Odessa) ist ein kongolesisch-ukrainischer Fußballspieler.

## Karriere

### Verein
Emmerson begann seine Karriere bei Tschornomorez Odessa. Im März 2015 wechselte er zu Karpaty Lwiw, das ihn direkt an den Zweitligisten Nywa Ternopil verlieh. Für Nywa kam er bis zum Ende der Saison 2014/15 zu zwölf Einsätzen in der Perscha Liha. Zur Saison 2015/16 kehrte er nicht nach Lwiw zurück, sondern wechselte fest zu Olimpik Donezk. In Donezk gab er im August 2015 gegen Sorja Luhansk sein Debüt in der Premjer-Liha. In seiner ersten Erstligaspielzeit kam er zu drei Einsätzen. In der Saison 2016/17 absolvierte der Innenverteidiger 21 Partien für Olimpik. In der Saison 2017/18 kam er 16 Mal zum Zug.
Zur Saison 2018/19 wechselte Emmerson nach Dänemark zum Vejle BK. Für Vejle kam er zu elf Einsätzen in der Superliga, aus der er mit dem Verein zu Saisonende allerdings abstieg. Nach dem Abstieg wurde er zur Saison 2019/20 nach Hongkong an R&F verliehen. Für das Team spielte er jedoch nur zweimal in der Hong Kong Premier League, ehe die Leihe im Januar 2020 vorzeitig beendet und der Abwehrspieler nach Russland an den Zweitligisten FK Armawir weiterverliehen wurde. Für Armawir absolvierte er ebenfalls nur zwei Partien in der Perwenstwo FNL, da die Saison COVID-bedingt abgebrochen wurde.
Zur Saison 2020/21 kehrte Emmerson nach Vejle zurück, wo er allerdings nicht mehr zum Kader zählte. Im Februar 2021 verließ er den Verein dann endgültig und kehrte nach Russland zurück, wo er sich dem Zweitligisten FK SKA-Chabarowsk anschloss. Für Chabarowsk absolvierte er bis Saisonende 14 Partien. In der Saison 2021/22 kam er zu 33 Zweitligaeinsätzen. Zur Saison 2022/23 wechselte er zum Erstligisten Ural Jekaterinburg. Für Ural kam er zu 39 Einsätzen in der Premjer-Liga, aus der er mit dem Team aber 2024 abstieg.
Nach vier Zweitligaeinsätzen zu Beginn der Saison 2024/25 wechselte Emmerson im September 2024 zum Ligakonkurrenten FK Jenissei Krasnojarsk.

### Nationalmannschaft
Der gebürtige Ukrainer Emmerson debütierte im September 2017 in einem WM-Qualifikationsspiel gegen Ghana für das Nationalteam der Republik Kongo. In jener Partie, die der Kongo mit 5:1 verlor, erzielte er auch sein erstes Länderspieltor.